# Giuseppe Gentile
Giuseppe Gentile   (Roma, 4 de setembre de 1943) és un atleta italià, ja retirat, especialista en triple salt, que va competir durant les dècades de 1960 i 1970.
El 1968 va prendre part en els Jocs Olímpics d'Estiu de Ciutat de Mèxic, on guanyà la medalla de bronze en la prova del triple salt del programa d'atletisme. En aquests Jocs va batre en dues ocasions el rècord del món de triple salt, primer a la fase classificatòria i després l'endemà, a la final. Aquest rècord li fou arrabassat, primer per Nelson Prudencio i Víktor Sanéiev. Quatre anys més tard, als Jocs de Munic, quedà eliminat en sèries en la mateixa prova.
En el seu palmarès també destaquen dues medalles de plata als Jocs del Mediterrani, el 1963 i 1967, una medalla de bronze a les Universíades de 1967 i sis campionats nacionals, un de salt de llargada (1968) i cinc de triple salt (1965, 1966, 1968, 1970 i 1971).
També va fer d'actor, apareixent al costat de Maria Callas en la pel·lícula Medea de Pier Paolo Pasolini. Posteriorment declarà haver rebutjat altres ofertes cinematogràfiques per no tenir el nivell de la pel·lícula de Pasolini.

## Millors marques
- Triple salt. 17,22m (1968)[6]